# Jana Fett
Jana Fett (ur. 2 listopada 1996 w Zagrzebiu) – chorwacka tenisistka, finalistka gry pojedynczej dziewcząt podczas Australian Open 2014.

## Kariera tenisowa
W rozgrywkach juniorskich zadebiutowała w 2009. W marcu 2013 po raz pierwszy wystąpiła w imprezie rangi ITF, pomyślnie przechodząc przez kwalifikacje i odpadając w pierwszej rundzie turnieju głównego. Miesiąc później osiągnęła finał gry podwójnej podczas turnieju w Bol. W czerwcu tego samego roku zadebiutowała w juniorskim Wielkim Szlemie – podczas French Open przeszła przez kwalifikacje i przegrała w drugiej rundzie turnieju głównego z Taylor Townsend 4:6, 2:6. Ten sam rezultat powtórzyła kilka tygodni później podczas Wimbledonu, ulegając wówczas Kateřinie Siniakovej 3:6, 1:6. Na początku 2014 dotarła do finału gry pojedynczej dziewcząt podczas Australian Open, w którym przegrała z Jelizawietą Kuliczkową 2:6, 1:6.
Podczas Australian Open 2018 prowadziła w meczu drugiej rundy z późniejszą triumfatorką Caroline Wozniacki 5:1, 40-15 w decydującym secie, ale ostatecznie przegrała 6:3, 2:6, 5:7.

## Finały turniejów WTA 125
| Legenda                   | Legenda |
| ------------------------- | ------- |
| Wielki Szlem              |         |
| Igrzyska olimpijskie      |         |
| WTA Tour Championships    |         |
| od 2021                   |         |
| WTA 1000 (obowiązkowe)    |         |
| WTA 1000 (nieobowiązkowe) |         |
| WTA 500                   |         |
| WTA 250                   |         |
| WTA 125                   |         |

### Gra pojedyncza 1 (0–1)
| Końcowy wynik | Nr | Data             | Turniej | Nawierzchnia  | Przeciwniczka | Wynik finału |
| ------------- | -- | ---------------- | ------- | ------------- | ------------- | ------------ |
| Finalistka    | 1. | 5 listopada 2023 | Midland | Twarda (hala) | Anna Kalinska | 5:7, 4:6     |

## Wygrane turnieje rangi ITF
| turnieje z pulą nagród 100 000 $   |
| turnieje z pulą nagród 60/75 000 $ |
| turnieje z pulą nagród 50 000 $    |
| turnieje z pulą nagród 25 000 $    |
| turnieje z pulą nagród 15 000 $    |
| turnieje z pulą nagród 10 000 $    |

### Gra pojedyncza
|    | Data       | Turniej      | Kat. | ($)     | Naw.            | Finalistka         | Wynik            |
| 1. | 31/08/2014 | Ostrawa      | ITF  | 10 000  | ziemna          | Lenka Kuncikova    | 6:4, 6:3         |
| 2. | 28/12/2014 | Stambuł      | ITF  | 10 000  | twarda          | Olga Janczuk       | 6:2, 6:4         |
| 3. | 12/04/2015 | Dijon        | ITF  | 15 000  | twarda (hala)   | Marianna Zakarluk  | 6:3, 6:4         |
| 4. | 08/11/2015 | Loughborough | ITF  | 15 000  | twarda (hala)   | Cristiana Ferrando | 6:2, 6:1         |
| 5. | 29/11/2015 | Toyota       | ITF  | 75 000  | dywanowa (hala) | Luksika Kumkhum    | 6:4, 4:6, 6:4    |
| 6. | 06/11/2022 | Trnawa       | ITF  | 25 000  | twarda          | Natalia Szabanin   | 6:3, 6:2         |
| 7. | 27/08/2023 | Vigo         | ITF  | 25 000  | twarda          | Lesley Kerkhove    | 6:7(5), 6:3, 6:1 |
| 8. | 06/04/2024 | Split        | ITF  | 75 000  | ziemna          | İpek Öz            | 6:0, 6:4         |
| 9. | 28/04/2024 | Oeiras       | ITF  | 100 000 | ziemna          | Panna Udvardy      | 6:0, 6:2         |

## Finały juniorskich turniejów wielkoszlemowych

### Gra pojedyncza
| Końcowy wynik | Rok  | Turniej         | Nawierzchnia | Przeciwniczka          | Wynik finału |
| Finalistka    | 2014 | Australian Open | Twarda       | Jelizawieta Kuliczkowa | 2:6, 1:6     |